# Награда Сунчани сат
Награду „Сунчани сат" као најугледнију еснафску награду додељује Клинички центар Србије (КЦС) у Београду и часопис Вива. Награда представља малу реплику фонтане која се налази испред клиничког центра. Творац награде која је први пут додељена 1996. је тадашњи директор КЦС Миливоје Стаматовић. 
И као што сат представља протицање времена он истовремено и симболизује борбу медицинског особља да људима учине живот дужим и хуманијим.
Сваке године додељују се по три примерка награде а изузетак је била 1999. када су додељена три велика и 11 малих сунчаних сатова.
Награду за 2006. године су добили:
- КБЦ »Бежанијска коса« за остварене резултате у организацији здравствене службе и висок квалитет услуга;
- стручни тим за ургентну катетеризацију Института за кардиоваскуларне болести КЦС који предводи др Миодраг Поповић и академик, проф. др Владета Јеротић.